# Sent Saupise de Dun
Sent Sepise (en francès Saint-Sulpice-le-Dunois) és una localitat i comuna de França, a la regió de la Nova Aquitània, departament de la Cruesa. La seva població al cens de 1999 era de 634 habitants. Està integrada a la Communauté de communes du Pays Dunois.

## Demografia
| 1968 | 1975 | 1982 | 1990 | 1999 |
| ---- | ---- | ---- | ---- | ---- |
| 913  | 795  | 750  | 698  | 634  |

## Administració
| Període   | Identitat       | Partit |
| --------- | --------------- | ------ |
| 1942-1967 | Marcel Jeanrot  |        |
| 1967-1975 | Raymond Brunaud |        |
| 1975-1983 | Raymond Pacaud  |        |
| 1983-2001 | Simone Theillou |        |
| 2001-     | Gérard Delafont | PS     |